# Skräcken i Svarta lagunen
Skräcken i Svarta lagunen, även känd som Monstret i svarta lagunen (engelska: Creature from the Black Lagoon), är en amerikansk kultförklarad skräckfilm i 3D från 1954, i regi av Jack Arnold. I huvudrollerna ses Richard Carlson och Julie Adams.

## Handling
Några forskare beger sig till den mystiska Svarta lagunen för att se efter om det finns något liv där. Men de anar inte att ett stort otäckt monster har bott där i många år. De drogar och fångar in monstret för att sedan kunna ta prover och utföra experiment. Monstret faller för en av de kvinnliga forskarna. Han lyckas rymma och kidnappar kvinnan. Chefsforskaren tar på sig uppdraget att rädda sin kollega.

## Rollista i urval
- Richard Carlson - Dr. David Reed
- Julie Adams - Kay Lawrence
- Richard Denning - Dr. Mark Williams
- Antonio Moreno - Dr. Carl Maia
- Nestor Paiva - Kapten Lucas
- Whit Bissell - Dr. Edwin Thompson
- Bernie Gozier - Zee
- Henry A. Escalante - Chico
- Perry Lopez - Tomas
- Rodd Redwing - Luis
- Sydney Mason - Dr. Matos
- Ben Chapman - Monstret (på land)
- Ricou Browning - Monstret (under vatten)